# Unione Sportiva Pro Vercelli 1942-1943
Questa voce raccoglie le informazioni riguardanti l'Unione Sportiva Pro Vercelli nelle competizioni ufficiali della stagione 1942-1943.

## Rosa
| N. |                   | Ruolo | Calciatore           |
| -- | ----------------- | ----- | -------------------- |
|    | Italia (bandiera) | C     | Rinaldo Balocco      |
|    | Italia (bandiera) | A     | Paolo Barbero        |
|    | Italia (bandiera) | A     | Mario Barera         |
|    | Italia (bandiera) | D     | Aldo Beretta         |
|    | Italia (bandiera) | C     | Francesco Bergamasco |
|    | Italia (bandiera) | C     | Bernardo Bertani     |
|    | Italia (bandiera) | A     | F. Bertone           |
|    | Italia (bandiera) | A     | P. Bisetti           |
|    | Italia (bandiera) | D     | Aurelio Bongiannino  |
|    | Italia (bandiera) | D     | Angelo Bredo         |
|    | Italia (bandiera) | D     | E. Campobasso        |
|    | Italia (bandiera) | C     | Walter Carasso       |
|    | Italia (bandiera) | P     | Donato Donati        |
|    | Italia (bandiera) | A     | Domenico Gambino     |
|    | Italia (bandiera) | A     | Marcello Gaviglio    |

| N. |                   | Ruolo | Calciatore        |
| -- | ----------------- | ----- | ----------------- |
|    | Italia (bandiera) | C     | F. Ghisio         |
|    | Italia (bandiera) | C     | Guido Minghetti   |
|    | Italia (bandiera) | D     | Piero Mocca       |
|    | Italia (bandiera) | A     | Giuseppe Ranghino |
|    | Italia (bandiera) | C     | Ugo Rosso         |
|    | Italia (bandiera) | P     | B. Salvai         |
|    | Italia (bandiera) | A     | Marcello Sarasso  |
|    | Italia (bandiera) | A     | E. Seccatore      |
|    | Italia (bandiera) | A     | G. Sella          |
|    | Italia (bandiera) | P     | F. Selmi          |
|    | Italia (bandiera) | A     | Guido Tieghi      |
|    | Italia (bandiera) | D     | Guido Tiro        |
|    | Italia (bandiera) | D     | E. Vanolo         |
|    | Italia (bandiera) | C     | G. Villa          |
|    | Italia (bandiera) | P     | A. Zanetti        |